# الفقعلي
الفقعلي، قرية من قرى ينبع النخل في محافظة ينبع والتابعة لمنطقة المدينة المنورة في السعودية. تقع في جنوب غرب المدينة المنورة بمسافة تقارب (150) كم، وفي شمال ينبع النخل بنحو (45) كم. تسكنها  قبيلة المشاعلة من قبائل جهينة.

## المشكلات والخدمات
تعاني قرية الفقعلي من نقص في عدد من الخدمات الأساسية. إذ يقتصر المركز الصحي القائم منذ أكثر من 35 عامًا على طبيب واحد وصيدلي وممرضتين، مع محدودية في التجهيزات الطبية. كما يطالب الأهالي بتوفير تخصصات طبية إضافية، وإنشاء وحدة للهلال الأحمر نظرًا لوقوع حوادث متكررة على طريق ينبع النخل – العيص الذي يصفه السكان بـ”طريق الموت” بسبب ضيقه وافتقاره للازدواجية